# Conselho de Segurança das Nações Unidas
O Conselho de Segurança das Nações Unidas é um órgão da Organização das Nações Unidas cujo mandato é zelar pela manutenção da paz e da segurança internacional. É o único órgão do sistema internacional capaz de adotar decisões obrigatórias para todos os 193 Estados-membros da ONU, podendo inclusive autorizar intervenção militar para garantir a execução de suas resoluções. O Conselho é conhecido também por autorizar o desdobramento de operações de manutenção da paz e missões políticas especiais.
O Conselho é composto por 15 membros, sendo 5 membros permanentes com poder de veto: os Estados Unidos, a França, o Reino Unido, a Rússia (Estado sucessor da União Soviética) e a República Popular da China. Os demais dez membros são eleitos pela Assembleia Geral para mandatos de dois anos. Uma resolução do Conselho de Segurança é aprovada se tiver maioria de 9 dos quinze membros, inclusive os cinco membros permanentes. Um voto negativo de um membro permanente configura um veto à resolução. A abstenção de um membro não permanente não configura veto.
O Conselho de Segurança manifesta-se também, em ordem decrescente de formalidade, por meio de declarações do seu presidente (PRSTs, na sigla em inglês), e atas de reunião. Essas formas de manifestação têm de ser adotadas por consenso.
Outros documentos importantes do Conselho são as notas presidenciais e as cartas do(a) Presidente ao Secretário-Geral das Nações Unidas. São circuladas como documentos oficiais do Conselho de Segurança também as notas verbais e cartas das missões permanentes junto à ONU endereçadas ao(à) Presidente do Conselho, cartas do Secretário-Geral ao(à) Presidente e relatórios do Secretário-Geral ao Conselho e cartas dos presidentes de órgãos subsidiários ao(à) Presidente.

## Membros

### Membros permanentes
O Conselho tem quinze membros, dez não permanentes e cinco permanentes, que são designados no artigo 23 da Carta da ONU:
| Membro         | Grupo regional   | Representação atual                            | Representação histórica                                     | Representante permanente |
| -------------- | ---------------- | ---------------------------------------------- | ----------------------------------------------------------- | ------------------------ |
| China          | Ásia-Pacífico    | República Popular da China                     | República da China (1945–1971)                              | Zhang Jun                |
| Estados Unidos | América do Norte | Estados Unidos da América                      | Estados Unidos da América                                   | Linda Thomas-Greenfield  |
| França         | Europa Ocidental | República Francesa                             | Governo Provisório (1945–1946) Quarta República (1946–1958) | Nicolas de Rivière       |
| Reino Unido    | Europa Ocidental | Reino Unido da Grã-Bretanha e Irlanda do Norte | Reino Unido da Grã-Bretanha e Irlanda do Norte              | Barbara Woodward         |
| Rússia         | Europa Oriental  | Federação Russa                                | União Soviética (1945–1991)                                 | Vasily Nebenzya          |

#### Poder de veto
O Art. 27 da Carta das Nações Unidas permite que os membros permanentes possam usar o seu direito de veto podendo assim bloquear as decisões do Conselho de Segurança, mesmo que nas votações o número mínimo de 9 votos favoráveis em 15 possíveis seja atingido. Os casos de veto já aplicados foram distribuídos pela República Popular da China (5), França (18), URSS/Federação Russa (122), Reino Unido (32) e Estados Unidos (79). Desde 1984, a distribuição tem sido a seguinte: República Popular da China - 2; França - 3; URSS/Federação Russa - 4; Reino Unido - 10; e Estados Unidos - 42.

### Membros eleitos

Grupo África
Grupo Ásia-Pacífico
Grupo Europa Oriental
Grupo América Latina e Caribe
Grupo Europa Ocidental e Outros
Estado e território que não é membro da ONU

Dez outros elementos são eleitos pela Assembleia Geral das Nações Unidas por mandatos de 2 anos que começam a 1 de janeiro, em que cinco são substituídos a cada ano. O voto de cada delegação na Assembleia Geral é secreto. O artigo 23 da Carta da ONU estabelece dois critérios para a eleição de membros não permanentes: contribuição para a manutenção da paz e da segurança internacional e distribuição regional equitativa.
O critério de distribuição regional equitativa é atendido por meio de regras de alocação fixa de assentos não permanentes aos diferentes grupos regionais em que a Assembleia Geral se divide. Dois assentos não permanentes são sempre alocados a cada um dos seguintes grupos: África, América Latina e Caribe (GRULAC), Ásia e Europa Ocidental e Outros (WEOG); um assento dessa categoria é alocado ao grupo do Leste Europeu (EEG). Um último assento é ocupado alternadamente, a cada dois anos, por um país da Ásia ou da África. Atualmente é da Ásia. Há também um acordo de cavalheiros entre o Grupo Africano e o Grupo da Ásia para que sempre haja um país árabe no Conselho.
Os grupos regionais geralmente articulam-se internamente para evitar que as eleições de países ao Conselho de Segurança sejam competitivas, ou seja, tenham mais candidatos do que assentos disponíveis. Não é incomum, contudo, um grupo regional não chegar a acordo interno sobre seu(s) candidato(s), situação que, em havendo mais países candidatos do que vagas, gera eleições competitivas. A eleição dos membros do Conselho de Segurança ocorre em meados de outubro, em reunião plenária da Assembleia Geral, sob o item da agenda 111 (a).
Apesar de o mandato ter início apenas em 1 de janeiro, as delegações de países eleitos para o Conselho passam a ter acesso às reuniões e aos documentos reservados cerca de seis semanas antes da posse. Em se tratando de delegações que assumirão a Presidência do Conselho logo no primeiro mês de mandato, a liberação do acesso é antecipada mais ainda. Até 2011, dos 187 países membros da ONU que não são membros permanentes do Conselho de Segurança, 118 (63%) já foram eleitos para pelo menos um mandato no órgão.
Os atuais membros eleitos, com as regiões que foram eleitos para representar, são os seguintes:
| Período | África     | África  | África     | Ásia-Pacífico          | Ásia-Pacífico | Europa Oriental | América Latina e Caribe | América Latina e Caribe | Europa Ocidental e outros | Europa Ocidental e outros |
| ------- | ---------- | ------- | ---------- | ---------------------- | ------------- | --------------- | ----------------------- | ----------------------- | ------------------------- | ------------------------- |
| 2022    | Gabão      | Gana    |            | Emirados Árabes Unidos |               | Albânia         | Brasil                  |                         |                           |                           |
| 2023    | Gabão      | Gana    | Moçambique | Emirados Árabes Unidos | Japão         | Albânia         | Brasil                  | Equador                 | Malta                     | Suíça                     |
| 2024    | Serra Leoa | Argélia | Moçambique | Coreia do Sul          | Japão         | Eslovénia       | Guiana                  | Equador                 | Malta                     | Suíça                     |
| 2025    | Serra Leoa | Argélia | Somália    | Coreia do Sul          | Paquistão     | Eslovénia       | Guiana                  | Panamá                  | Dinamarca                 | Grécia                    |

## Presidência
A Presidência do Conselho de Segurança é exercida de modo rotativo pelos membros do órgão na ordem alfabética em inglês do nome do país. Cada Presidente exerce o cargo por um mês do calendário. Assim sendo, os membros permanentes do Conselho exercem a Presidência, mais ou menos, a cada 15 meses. Os membros não permanentes exercem-na uma ou duas vezes em cada mandato.
O Presidente conduz as reuniões do Conselho e, sob a autoridade do Conselho, representa-o enquanto órgão das Nações Unidas. O Presidente, contudo, continua representando o seu país e pode fazer declarações em sua capacidade nacional, contanto que deixe claro em cada momento em que condição se está pronunciando.
As reuniões oficiais do Conselho são muito ritualizadas, o que obriga o Presidente a ler um roteiro preparado pela Divisão de Assuntos do Conselho de Segurança (DACS) do Departamento de Assuntos Políticos do Secretariado da ONU. Nas consultas informais e em outros formatos de reunião não oficiais, o Presidente tem maior liberdade de ação.
A Presidência confere poderes bastante limitados ao embaixador que a exerce, mas confere uma certa autoridade moral que, se utilizada com habilidade, pode influenciar de modo decisivo nos resultados das deliberações. O Presidente pode também atrasar deliberadamente o início de uma reunião simplesmente não se dirigindo à sala. Isso pode ser crucial em momentos de negociações tensas.
O Presidente senta-se no centro das mesas de reunião do Conselho. Na Câmara do Conselho, tem, ao seu lado direito, um assento sempre reservado para o Secretário-Geral das Nações Unidas e, ao seu lado esquerdo, o assento do Diretor da Divisão de Assuntos do Conselho de Segurança do Departamento de Assuntos Políticos do Secretariado da ONU. O assento do Secretário-Geral também pode ser ocupado pelo Vice-Secretário-Geral. Em outras salas de reunião, o assento à direita do Presidente pode ser ocupado por qualquer "briefer". O assento do Diretor pode ser ocupado por algum subordinado deste ou por algum superior, isto é, o Subsecretário-Geral para Assuntos Políticos ou o Secretário-Geral Assistente para Assuntos Políticos. Como os membros do Conselho se sentam em ordem alfabética do nome de seus países em inglês, o resultado é que os membros vão girando ao redor da mesa ao longo do ano à medida que os Presidentes se vão sucedendo.
O Presidente tem o direito de ocupar um Gabinete contíguo à Câmara do Conselho de Segurança, que costuma ser decorado com obras de arte e móveis típicos de seu país. No Gabinete, o Presidente concede audiências e prepara-se para as reuniões.
Os Presidentes costumam marcar o início de seus mandatos com um café da manhã na "Sala Silenciosa", para o qual convida os delegados dos demais países membros e funcionários da ONU, e oferece um pequeno presente aos colegas embaixadores, um livro por exemplo. Ao longo do mês, o Presidente também oferece um almoço em homenagem ao Secretário-Geral para o qual convida seus colegas embaixadores. A Presidência é encerrada com uma recepção para a qual são convidados os delegados do Conselho, funcionários da ONU e os jornalistas acreditados junto à ONU.

## Métodos de Trabalho[13]
Os documentos básicos sobre os métodos de trabalho do Conselho de Segurança são as Regras Provisórias de Procedimento e as notas presidenciais resultantes das discussões no âmbito do Grupo de Trabalho Informal sobre Documentação e Outras Questões Procedimentais, a última das quais é a S/2010/507. Os métodos de trabalho englobam o conjunto de práticas do Conselho de Segurança que, ainda que não estejam consagradas nas regras de procedimento, consolidaram-se ao longo do tempo.

### Programa de Trabalho Mensal
Todos os meses, o Conselho de Segurança adota um programa de trabalho, que estabelece que temas serão discutidos, em que formato tais temas serão discutidos, quem serão os "briefers" de cada reunião. O programa de trabalho para um determinado mês costuma a ser preparado pela delegação que exercerá a presidência naquele mês com dois ou três meses de antecedência. São incluídas reuniões de rotina, cuja periodicidade geralmente corresponde ao ciclo de apresentação de relatórios pelo Secretário-Geral sobre aquele tema, e reuniões especiais de interesse do país que exerça a presidência naquele mês. Reuniões de emergência são convocadas conforme a necessidade.
O programa de trabalho é negociado por meio de consultas entre os coordenadores políticos das equipes do Conselho de cada uma das delegações dos países membros. No primeiro dia útil do mês, o Presidente recebe em consultas bilaterais os representantes permanentes dos demais membros para ouvir suas opiniões sobre o programa de trabalho. Em seguida, o programa de trabalho é adotado em consultas informais. No dia seguinte, é praxe o(a) Presidente apresentar o programa de trabalho a representantes de países não membros do Conselho e, depois, à imprensa internacional em entrevista coletiva realizada no auditório da biblioteca da ONU. Aí, então, o programa de trabalho é publicado no sítio do Conselho na internet.
O programa de trabalho costuma sofrer diversas alterações ao longo do mês, a fim de acomodar desdobramentos posteriores.

### Formato de Reuniões
O Conselho de Segurança pode reunir-se em diversos formatos, de acordo com a necessidade de maior ou menor privacidade para as suas deliberações ou com o interesse político que precisa ser atendido. De um modo geral, o Conselho reúne-se nos seguintes formatos:

#### Na Câmara do Conselho
- Debate aberto: reunião pública, ou seja, aberta ao público e à imprensa, em que delegações de países não membros do Conselho e não diretamente interessadas no tema em pauta também podem pronunciar-se. Geralmente, inclui um ou mais "briefings".
- Debate: reunião pública, em que apenas membros do Conselho e delegações de países diretamente interessados se pronunciam. Geralmente, inclui um ou mais "briefings".
- "Briefing": reunião pública, em que os membros do Conselho se limitam a ouvir apresentações de autoridades da ONU e, com frequência, de países diretamente interessados (envolvidos) no tema. Geralmente, reuniões no formato "briefing" são seguidas de consultas informais.
- Adoção: reunião pública com o objetivo de votar um projeto de resolução. A votação em si pode ser precedida por pronunciamentos de membros do Conselho e de países diretamente interessados e pode ser sucedida por pronunciamentos em que os membros do Conselho explicam seus votos.
- Reunião privada: reunião fechada ao público e à imprensa, mas aberta a diplomatas de países não membros do Conselho que solicitarem autorização à Presidência. O registro verbatim da reunião é realizado em apenas uma cópia, mantida em sigilo pelo Secretariado.
- Reunião privada estrita: reunião fechada ao público, à imprensa e a diplomatas de países não membros do Conselho, à exceção dos representantes de países diretamente interessados no tema. O registro verbatim da reunião é realizado em apenas uma cópia, mantida em sigilo pelo Secretariado.

#### Na Sala de Consultas Informais
- Consultas informais: são reservadas a membros do Conselho e a funcionários da ONU. Não é feito qualquer registro oficial das discussões. Visam a proporcionar debate franco e fluido sobre os assuntos na agenda do Conselho.

#### Em outras salas da ONU
- Diálogo interativo informal: esse formato é semelhante ao das consultas informais, mas conta com a participação de representantes de países não membros do Conselho e/ou de outros organismos internacionais que não a ONU.
- Reunião com países contribuintes de tropas e policiais: esse formato é semelhante ao da reunião privada, mas é mais informal e é realizado fora da Câmara para permitir maior interação entre os membros do Conselho e os representantes de países contribuintes de tropas e/ou policiais às operações de manutenção da paz autorizadas pelo órgão.
- Fórmula Arria: ocorre quando um dos membros do Conselho de Segurança convida os demais para uma reunião informal fora das instalações do órgão para discutir com atores não estatais que possuam conhecimento considerado relevante. Seu nome homenageia seu inventor, o Embaixador Diego Arria, representante permanente da Venezuela em 1992.

### Nível de representação
O artigo 13 das Regras de Procedimento Provisórias do Conselho de Segurança exige que os países membros do órgão se façam representar em suas reuniões por delegados indicados pelo Chefe de Estado ou de Governo ou pelo Ministro das Relações Exteriores em correspondência endereçada ao Secretário-Geral da ONU. Os três níveis de credenciamento, em ordem hierárquica decrescente, são: representante, representante adjunto e representante alterno. O representante e o representante adjunto têm nível de embaixador na hierarquia diplomática. Na categoria de "representantes alternos", enquadram-se todas as demais classes hierárquicas de diplomatas: ministros, conselheiros e secretários.
Informalmente, as equipes que as delegações dos países membros do Conselho dedicam aos trabalhos do órgão costumam estruturar-se de modo ligeiramente diferente: representante permanente e representante permanente alterno (embaixadores), coordenador político (geralmente um ministro), e os peritos (conselheiros e secretários). Os peritos são assim chamados por ficarem responsáveis pelo acompanhamento de temas específicos, geográficos (p.ex., Haiti) ou transversais (p.ex. proteção de crianças em situações de conflito armado).
As reuniões do Conselho costumam contar com participação em nível de embaixadores: representantes permanentes e/ou representantes permanentes alternos. É comum que, estando os embaixadores indisponíveis, delegações se façam representar por seus coordenadores políticos. A exceção são as reuniões com países contribuintes de tropas e/ou policiais, que geralmente são limitadas ao nível de diplomatas juniores e/ou assessores militares.
Tem-se tornado cada vez mais frequente também a realização de reuniões de alto nível do Conselho de Segurança, em que os membros se fazem representar por autoridades vindas das capitais, como os chanceleres ou mesmo os chefes de Estado ou de Governo. Isso tem ocorrido principalmente nos eventos especiais com que cada país membro do Conselho tem buscado marcar sua Presidência do órgão. O Brasil, por exemplo, exerceu a Presidência em fevereiro de 2011 e realizou debate aberto sobre as relações entre desenvolvimento e a manutenção da paz e da segurança internacional, que foi presidido pelo Ministro das Relações Exteriores, Embaixador Antônio de Aguiar Patriota.

### Viagens e retiros do Conselho de Segurança
O Conselho de Segurança costuma viajar cerca de três ou quatro vezes por ano para visitar países relevantes para o seu trabalho, geralmente países anfitriões de missões de paz. Cada viagem é registrada num relatório. Os relatórios podem ser obtidos, em inglês, aqui.
O Conselho realiza também retiros de um ou dos dias geralmente nas cercanias de Nova York, mas às vezes em outros países, para discutir com mais calma e tempo questões de natureza mais estratégica, menos imediata. Um dos retiros mais regulares e importantes do Conselho é o chamado "Hitting the Ground Running" (expressão coloquial em inglês que significa algo como "começando no embalo"), que é realizado entre a eleição dos novos membros do órgão e o fim do ano, justamente para pôr os membros eleitos a par das discussões em curso e permitir a todos os membros refletir sobre os métodos de trabalho do Conselho. Esse retiro é assessorado pelo professor Edward C. Luck, do International Peace Institute, e patrocinado pelo Governo da Finlândia.
O Conselho pode também realizar reuniões formais fora de sua sede, mas isso é muito raro. Nos primeiros anos de sua criação, o Conselho reunia-se em Londres, onde manteve 26 reuniões formais. Em 1952, mudou-se para Nova York. Desde então, as únicas reuniões formais fora da sede foram em 1972, Adis Abeba, Etiópia; 1973, Cidade do Panamá, Panamá; 1990, Genebra, Suíça; e 2004, Nairóbi, Quênia.

## Processo legislativo

### Instrumentos de decisão ou manifestação
O Conselho de Segurança costuma tomar decisões ou expressar sua opinião coletiva por meio dos seguintes instrumentos, ordenados em nível decrescente de formalidade: resoluções, declarações presidenciais, declarações à imprensa e elementos à imprensa.

#### Resoluções
Ver artigo principal sobre resoluções do Conselho de Segurança.

#### Declarações presidenciais
As declarações presidenciais do Conselho de Segurança são manifestações adotadas por unanimidade e pronunciadas pelo(a) Presidente do Conselho durante uma reunião pública do órgão, constando, portanto, dos registros verbatim da reunião. Além disso, as declarações presidenciais são publicadas como documentos oficiais do Conselho. Diplomatas que trabalham na ONU costumam referir-se a esse tipo de documento pela sigla "PRST", que vem de "presidencial statement", "declaração presidencial" em inglês.
Durante a reunião em que o PRST é adotado, o(a) Presidente do Conselho introduz a sua leitura em voz alta por meio da seguinte fórmula: "Fui autorizado(a) a fazer a seguinte declaração em nome do Conselho:".
Nos PRSTs, o sujeito da ação é sempre "o Conselho de Segurança" ou "o Conselho", ou seja, as frases são sempre no formato "O Conselho de Segurança acolhe com satisfação o relatório do Secretário-Geral" ou "O Conselho lamenta profundamente a retomada das hostilidades".
Os PRSTs não têm o mesmo peso político nem jurídico das resoluções, mas têm o valor jurídico de autorizar despesas por parte do Secretariado. Há algumas missões de paz que foram estabelecidas por PRST em vez de por resolução, como o Escritório Integrado das Nações Unidas para a Construção da Paz na República Centro-Africana (BINUCA, na sigla em francês).

#### Declarações à imprensa
As declarações à imprensa do Conselho de Segurança são manifestações adotadas por unanimidade e pronunciadas pelo(a) Presidente do Conselho diante das câmeras de televisão do "media stakeout" do órgão depois da reunião em que foi adotada. São publicadas como notas à imprensa pelo Departamento de Informação Pública do Secretariado da ONU.
As declarações à imprensa são reservadas a mensagens de cunho político, sem implicações jurídicas.
O sujeito da ação nas declarações à imprensa são "os membros do Conselho de Segurança", ou seja, as frases quase sempre são no formato "Os membros do Conselho de Segurança insta as partes do conflito a retomarem o diálogo" ou "Os membros do Conselho condenam o desrespeito aos direitos humanos no país X".

#### Elementos à imprensa
Elementos à imprensa são notas curtas que subsidiam manifestações do(a) Presidente do Conselho diante das câmeras de televisão e dos jornalistas no "media stakeout". Não chegam a ser publicadas como documento oficial da ONU. O objetivo é que a manifestação do(a) Presidente seja reproduzida pela imprensa.

### Países líderes
Qualquer membro do Conselho pode submeter à apreciação dos pares um projeto de qualquer desses instrumentos, mas, na prática, a responsabilidade de redigir o primeiro rascunho de um texto qualquer costuma ser atribuída ao "país líder" na questão em tela. É também o país líder que coordena a negociação o texto independentemente de quem exerça a Presidência de turno do Conselho, a menos que a negociação chegue a ocorrer em nível de embaixadores em reunião de consultas informais, quando o Presidente do Conselho não deixa de exercer suas prerrogativas. Os países líderes quase sempre são membros permanentes ocidentais do Conselho: Estados Unidos, Reino Unido e França, que escolhem liderar assuntos em que têm interesse direto. Alguns exemplos em temas africanos são:
- Estados Unidos: Libéria e o conflito Norte-Sul no Sudão;
- Reino Unido: o conflito de Darfur no Sudão e Líbia; e
- França: os conflitos em todos os países africanos francófonos, como Costa do Marfim, República Democrática do Congo, Chade, República Centro-Africana.

## Relatórios anuais à Assembleia Geral
O art. 15 da Carta da ONU determina que o Conselho de Segurança apresente anualmente um relatório de suas atividades à Assembleia Geral. Esses relatórios são publicados com o símbolo A/##/2, em que ## é o número da sessão da Assembleia. Os relatórios podem ser encontrados no sítio do Conselho na internet.
O relatório anual do Conselho é apresentado pelo presidente de turno do órgão em reunião plenária da Assembleia, sob o item 29 da agenda desta. Há alguns anos, o debate sobre esse relatório tem se dado em conjunto com o debate formal da reforma do Conselho de Segurança, sob o item 119 da agenda ("Questão da representação equitativa no e ampliação do número de membros do Conselho de Segurança e questões conexas"). Em 2010, esse debate anual ocorreu na 48a reunião plenária da 65a sessão da Assembleia, realizada em 11 de novembro, cujo registro em vídeo está disponível aqui.

## Infraestrutura de apoio e divulgação

### Instalações
O Conselho de Segurança ocupa um conjunto de salas no Edifício de Conferências na sede das Nações Unidas em Nova York. As salas utilizadas exclusivamente pelo Conselho na sede da ONU são: a Câmara, a sala de consultas informais, o gabinete da Presidência, escritórios da DACS, a sala de reuniões do "Movimento Não Alinhado", sala de espera de delegados conhecida por "Silent Room" ("sala silenciosa", em inglês) e a área de contato com a imprensa conhecido por "media stake-out". Outras salas de reunião da sede da ONU podem ser requisitadas pelo Conselho quando necessário.
A Câmara do Conselho de Segurança foi projetada pelo arquiteto norueguês Arnstein Arneberg e sua decoração foi doada pelo Governo da Noruega. Conta com um mural pintado pelo artista norueguês Per Krohg, em que uma fênix emerge de suas cinzas, simbolizando o mundo renascido após a 2a Guerra Mundial. Na tapeçaria de seda azul e dourada que reveste as paredes e nas cortinas das janelas que dão para o rio East, são reproduzidas a âncora da paz, os ramos de trigo da esperança e o coração da caridade.
A icônica mesa da Câmara do Conselho, por causa do seu formato, é conhecida em inglês por "horseshoe table", ou seja, "mesa da ferradura".

### Serviços de apoio
Serviços de secretariado são prestados ao Conselho de Segurança pela Divisão de Assuntos do Conselho de Segurança (DACS), do Departamento de Assuntos Políticos, do Secretariado da ONU.
As reuniões do Conselho contam com tradução simultânea para as seis línguas oficiais da ONU.

### Registro e divulgação
As reuniões públicas do Conselho contam, ainda, com serviço de registro verbatim, de elaboração de resumos para a imprensa pelo Departamento de Informação Pública e de transmissão ao vivo em áudio e vídeo pelo serviço Webcast da UN TV. Os registros verbatim e os resumos para a imprensa podem ser obtidos no banco de dados de reuniões no Conselho.

### Documentação
Os documentos oficiais da ONU podem ser obtidos nos bancos de dados eletrônicos mantidos pela Organização: o ODS e o UNBISnet ou ainda no Guia de Pesquisas da Biblioteca da ONU. Os documentos oficiais da ONU relacionados ao Conselho de Segurança também podem ser obtidos no sítio do Conselho na internet.
Os documentos oficiais da ONU relacionados ao Conselho de Segurança publicados com símbolos começados por "S/":
- Resoluções: S/RES/XXXX (YYYY), em que XXXX é o número sequencial e YYYY, o ano da adoção.
- Declarações presidenciais: S/PRST/XXXX/YYYY, em que XXXX é o ano de adoção e YYYY, o número sequencial naquele ano.
- Registros verbatim das reuniões: S/PV.XXXX, em que XXXX é o número sequencial da reunião.
- Outros documentos: S/XXXX/YYYY, em que XXXX é o ano de publicação e YYYY, o número sequencial naquele ano.

As declarações à imprensa do Conselho e os resumos das reuniões públicas recebem do Departamento de Informação Pública um símbolo no formato SC/XXXX, em que XXXX é o número sequencial do documento.

## Reforma

Países que se apoiam mutuamente para entrar no Conselho como membros permanentes

Atualmente a ONU passa por um processo de Reforma, oficialmente iniciado pelo ex-secretário geral Kofi Annan (atualmente o secretário geral da ONU é o português António Guterres) com a publicação do relatório In Larger Freedom.
Existem discussões sobre a reformulação do Conselho de Segurança, que apresenta um desequilíbrio em seus membros na nova ordem mundial. O desequilíbrio de forças se deve, principalmente, à ausência do Japão e da Alemanha (respectivamente, terceira e quarta maiores economias do planeta), nações que, por terem sido derrotadas na Segunda Guerra Mundial, ficaram fora do núcleo do Conselho. Além disso, graças ao atual mundo globalizado, uma nação Africana e uma nação Latino-Americana (Brasil) deveriam tornar-se membros do Conselho de segurança da ONU. Alemanha, Brasil, Japão e Índia formaram o G-4 e apresentaram uma proposta para expandir o Conselho para 25 membros, com mais cinco permanentes além dos atuais. Os novos membros permanentes seriam assim divididos:
- Dois membros da Ásia (Japão e Índia);
- Um membro da América Latina (Brasil);
- Um membro da Europa Central (Alemanha);
- Um membro da África.

O G-4 preencheria as quatro primeiras cadeiras, restando uma força africana como Egito, Nigéria ou África do Sul. A França apoia a entrada da Alemanha e do Brasil. Resistências regionais existem contra o G-4: Paquistão contra Índia, Coreia do Sul e China contra Japão, Argentina e México contra Brasil e Itália contra Alemanha. Um veto da China ao projeto de expansão prolongaria o desequilíbrio das forças no Conselho de Segurança.
Paquistão, Itália, Coreia do Sul e Argentina formam um grupo conhecido como Coffee Club, por não apoiarem a entrada de seus vizinhos no conselho de Segurança da ONU.
Aníbal Cavaco Silva defendeu em 2011 também que a língua portuguesa passasse a ser uma das oficiais da organização.